# 교황 마르첼리노
교황 마르첼리노(라틴어: Marcellinus, 이탈리아어: Marcellino)는 제29대 교황(재위: 296년 6월 30일 - 304년 4월 1일)이다. 4세기에 편찬된 《리베리오 교황표》에 따르면, 마르첼리노는 프로옉투스의 아들로서 로마 태생이며, 교황 카이오의 뒤를 이어 교황이 되었다. 사후 성인으로 시성되었으며, 축일은 4월 26일이다.
그는 디오클레티아누스 황제로 있던 시절에 교황으로 선출되었다. 그러나 디오클레티아누스는 처음부터 기독교를 박해하지는 않았으며, 오히려 신앙의 자유를 허락하였다. 덕분에 기독교 신자 수는 빠르게 증가하였다. 그러나 부황제 갈레리우스가 기독교에 대응하여 이교 운동을 이끌었으며, 302년 디오클레티아누스 황제마저 기독교에 대한 태도를 적대적으로 바꾸었다. 기독교도 병사들은 군대에서 강제로 퇴역당했으며, 나중에는 교회 재산은 모조리 몰수당하고, 기독교 서적들은 불태워졌다. 디오클레티아누스 궁전에서 두 번이나 화재가 일어난 이후에 그는 기독교인들에 대해 더욱 강경한 조치를 취했다. 그는 기독교인들에게 그들의 신앙을 버리지 않으면 처형하도록 하였다.
마르첼리노는 《순교 열전》(Martyrologium hieronymianum)이나 《주교 목록》(Depositio episcoporum) 혹은 《로마 순교자 증언록》(Depositio martyrum) 그 어디에서도 언급되어 있지 않다. 《교황 연대표》에서 마르첼리노에 대한 기록은 지금은 존재하지 않는 마르첼리노의 행적이라는 문헌을 토대로 하고 있다. 《교황 연대표》에 의하면, 디오클레티아누스의 박해 기간 동안 마르첼리노는 체포되어 우상들에게 향을 올리라는 강요를 받아 그대로 따랐다. 하지만 풀려난 후에 곧바로 자신의 죄를 뉘우치고 다시 기독교 신앙을 고백함으로써 몇몇 신자와 함께 순교하였다고 한다. 다른 문헌들 역시 마찬가지로 마르첼리노가 잠시 배교했었다는 기록이 나오며, 아마도 이러한 행적 때문에 고대 전례력에 그의 축일이 없었던 것으로 추정된다. 5세기에 들어서면서 도나투스주의자인 콩스탕틴의 주교 페틸리아누스는 마르첼리노 교황과 그의 사제들이 교회의 거룩한 책들을 이교도들에게 넘겨 주고 거짓 신들에게 향을 올렸다고 주장하였다. 이에 대해 히포의 아우구스티노 주교가 정면으로 반박하였다. 6세기 초에 위조된 시누에사 교회회의 기록에 따르면, 마르첼리노는 배교한 죄목으로 고발당해 교회회의에 출두하였지만, ‘주교는 누구에 의해서도 판결받을 수 없다(prima sedes a nemine iudicatur)’고 주장하며 재판을 거부하였다고 한다. 오늘날 많은 학자들은 마르첼리노의 일시적인 배교를 역사학적으로 근거가 없다고 보고 있다. 왜냐하면 배교에 대한 주장이 그의 사후 100년 뒤에 생겨났고, 411년 카르타고 교회회의에서 도나투스주의에 대해 논의할 때에도 마르첼리노의 배교에 대한 언급이 전혀 없었기 때문이다. 한편 《교황 연대표》에 의하면, 마르첼리노는 순교한 지 25일째 되는 날인 304년 4월 26일에 살라리아 가도에 있는 프리실라 묘지에 안장되었다고 한다. 반면 《리베리오 교황표》는 10월 25일이라고 기록하였다.
한편, 마르첼리노 교황의 재위기간 중 301년 아르메니아가 티리다테스 3세에 의해 최초의 기독교 국가가 되었다.

## 같이 보기
- 교황 목록